# Universidade do Estado de Minas Gerais - Unidade Ituiutaba
A Unidade de Ituiutaba da Universidade do Estado de Minas Gerais é uma instituição de ensino superior, localizada na cidade de Ituiutaba, Minas Gerais.

## História
A Fundação Educacional de Ituiutaba (FEIT) foi criada em 1963, com a finalidade de criar, instalar e manter, sem fins lucrativos, escolas de ensino fundamental, médio e Ensino Superior, com o objetivo de promover a cultura, a pesquisa e a formação profissional.
Em 1970 começãram a ser oferecidos cursos de graduação com a criação da Faculdade de Filosofia, Ciências e Letras de Ituiutaba e de suas duas unidades acadêmicas, o Instituto Superior de Ensino e Pesquisa de Ituiutaba (ISEPI) e o Instituto Superior de Educação de Ituiutaba (ISEDI). Sendo que o ISEPI comportava cursos como Engenharia Elétrica, Engenharia de Computação, Sistema de Informação, Agronomia, Direito, Psicologia, e outros nas áreas de Exatas e Humanas. Já o ISEDI, criado em 2002 para abrigar as licenciaturas, comportava os cursos de Educação Física, Psicologia, Ciências Biológicas, História, Letras, Matemática, Pedagogia e Química.
Em 2014, o então Governador Antonio Anastasia assinou um decreto regulamentando a absorção pela Universidade do Estado de Minas Gerais, das atividades de ensino, pesquisa e extensão mantidas pela FEIT.
O processo de estadualização já era uma demanda de alunos e professores por mais de vinte anos, com isso o ensino passou a ser gratuito. Juntamente com a FEIT foram incorporadas a Fundação de Ensino Superior de Passos e a Fundação Educacional Funedi, de Divinópolis, transformando a UEMG na terceira maior universidade do Estado, beneficiando cerca de 18 mil alunos em todas as suas unidades.

## Estrutura
O Campus da FEIT é formado por áreas construídas no sistema de Edifícios/Blocos, sendo que conta com:

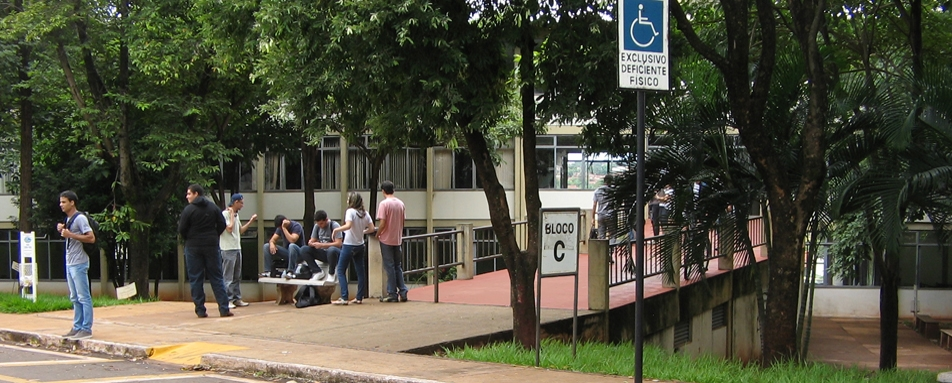
Entrada do Bloco C, UEMG Unidade Ituiutaba.

- Bloco Principal, onde consta o Setor Administrativo,Financeiro e Coordenação de Extensão e Pesquisa
- Biblioteca "Vania Jacob Yune"
- Bloco A, onde estão os laboratórios dos cursos de Agronomia, Sistemas de Informação, Engenharia Eletrica, Educação Física e Psicologia, além de uma amplo Auditório.
- Bloco B, onde ficam as sala de aula dos cursos de Direito (1º piso),Educação Física,Psicologia, e Prevesti, além das secretarias de curso (2º piso).
- Bloco C, onde alojam as salas de aula dos cursos de Engenharia Eletrica, Engenharia da Computação, Sistema de Informação e Agronomia ( Piso Inferior), Pedagogia, Ciências Biológicas e Quimica ( 1º Piso), as coordenações de cursos e Anfiteatro.
- Bloco D, onde estão salas de aulas dos cursos de tecnologias entre eles Tecnologia Produção Sucroalcooleira, Tecnologia em Gestão Ambiental e Técnologia em Agronegocios, além das coordenações de cursos e Anfiteatro.

Possui estacionamentos para veículos de passeio, ônibus escolares e motocicletas.
O acesso ao Campus é feito por avenidas largas e de velocidade rápida e atendida por linhas municipais de transporte coletivo.

## Cursos
Atualmente são oferecidos pela instituição cursos de graduação em:
| Curso                                                  | Vagas anuais          | Duração (anos) |
| ------------------------------------------------------ | --------------------- | -------------- |
| Agronomia                                              | 80                    | 5              |
| Ciências Biológicas                                    | 40                    | 4              |
| Direito                                                | 120                   | 5              |
| Educação Física Modalidades Licenciatura e Bacharelado | 40 dividas em 20 + 20 | 4              |
| Engenharia da Computação                               | 40                    | 5              |
| Engenharia Elétrica                                    | 80                    | 5              |
| Pedagogia                                              | 40                    | 4              |
| Psicologia                                             | 40                    | 5              |
| Química                                                | 20                    | 4              |
| Sistemas de Informação                                 | 40                    | 4              |
| Tecnologia em Agronegócio                              | 40                    | 3              |
| Tecnologia em Gestão Ambiental                         | 40                    | 2              |
| Tecnologia em Produção Sucroalcooleira                 | 40                    | 3              |